# علم النفس الفسيولوجي
مصطلح علم النفس الفسيولوجي يتكون من مصطلحين، علم النفس، وعلم الفسيولوجيا، وهو العلم الذي يدرس العلاقة بين السلوك والأعضاء من أجل إيجاد تفسير فسيولوجي أو عضوي للسلوك الإنساني. وكما أوضح المختصين، يدرس علم النفس الفسيولوجي الأساس الفسيولوجي والبيولوجي للظواهر النفسية المختلفة، أو ما يسمى "بالنفس"، وهي مجموعة الوظائف العليا للدماغ أو الجهاز العصبي المركزي، ويُقصد به الوجدان والتفكير والسلوك. ويتضح أن مركز كل هذه الوظائف هي الدماغ، إذا فالنفس موجودة بطريقة مادية في المشتبكات العصبية المختلفة الموجودة في الدماغ، والتي تتصل ببعض، من خلال نبضات كهربائية تحت تأثير مواد كيميائية وهرمونية خاصة، وأي تلف أو خلل في الشحنات الكهربائية أو كيفية أو كمية المواد الكيميائية، سيؤدي إلى اضطراب في وظيفة الخلية العصبية، ومن هنا تنشأ الاضطرابات النفسية والعقلية، ومن ثم يتجه الطب النفسي الحديث في العلاج لإعادة التوازن البيولوجي في الدماغ.
يهدف علم النفس الفسيولوجي إلى البحث في الأسس الفسيولوجية للظواهر النفسية الطبيعية (السوية) كالأساس الفسيولوجي لكل من التذكر والتعلم والانفعال والدافعية. كما يهدف إلى للبحث في الأسس الفسيولوجية للظواهر النفسية المرضية كالأساس الفسيولوجي لكل من الفصام والاكتئاب والوسواس. وبشكل عام فإن هدف علم النفس الفسيولوجي يتمحور في التعرف على الجذور الفسيولوجية للظواهر النفسية ومحاولة ترجمة السلوك الإنساني بخطاب فسيولوجي بحيث يستمد لغة خطابه من كل من الجهاز العصبي والجهاز الهرموني والجهاز الحواسي على وجه التحديد.

## علم النفس
علم النفس هو العلم الذي يدرس الحياة النفسية وما تتضمنه من أفكار ومشاعر وإحساسات وميول ورغبات وذكريات وانفعالات. وهو العلم الذي يدرس سلوك الإنسان بما يماثله من أفعال وأقوال وحركات ظاهرة وأوجه النشاط الإنساني أثناء عملية التفاعل مع بيئته. وهو العلم الذي يهتم بتفسير السلوك الإنساني في المواقف الحياتية المختلفة والدوافع الكامنة وراء هذا السلوك.

## علم الفسيولوجيا
علم وظائف الأعضاء أو الفسيولوجيا هوالعلم الذي يدرس وظائف أعضاء الكائن الحي سواء كان إنسان أو حيوان نبات.

## العلوم المتفرعة من علم النفس الفسيولوجي

### علم النفس الحواسي
يهدف إلى دراسة فسيولوجية الحواس الخمس وهي الابصار والسمع والشم والذوق والاحساسات الجلدية. وتعتبر تلك الحواس الخمس الواجهة الأولى في استقبال المثيرات البيئية. كما تعمل تلك الحواس بدور هام في التأثير على الظاهرة السلوكية المسماة بالإدراك Perception ولهذا عادة ما يقرن دراسة الإدراك بالبنية الفسيولوجية للحواس الخمس.

### علم النفس الهرموني
يهدف علم النفس الهرموني إلى دراسة الهرمونات ، وعلاقتها بتنظيم السلوك ومن المواضيع التي يمكن للباحثين أن يتناولها علم النفس الهرموني دراسة أثر زيادة نسبة هرمونات معينة أو نقصها أو اختلال تركيبها على السلوك الإنساني.

### علم النفس الدوائي
علم النفس الدوائي Psychopharmacology يهتم بدراسة المواد الكيميائية التي لها دور رئيسي في العمليات النفسية والتي من أهمها الناقلات العصبية والمستقبلات. كما يهدف علم النفس الدوائي بصورة خاصة إلى دراسة أثر الأدوية والعقاقير على تلك المواد الكيميائية، ويبحث عن الكيفية التي يمكن لتلك العقاقير أن تؤثر في السلوك الإنساني.

### علم النفس العصبي
يهدف علم النفس العصبي Neuropsychology إلى دراسة الظواهر النفسية على أساس فسيولوجي عصبي. ويعتبر علم النفس العصبي الفرع الهام والرئيسي من أفرع علم النفس الفسيولوجي، إذ أن معظم البحوث في مجال علم الفسيولوجي هي في أصلها متعلقة بدور الجهاز العصبي وذلك لأن الجانب العصبي يعتبر أهم الجوانب الفسيولوجية التي لها علاقة لصيقة بعمل الظواهر النفسية.